# Bisdom Havelberg
Het bisdom Havelberg (Latijn: Dioecesis Havelbergensis) was een bisdom dat viel onder het aartsbisdom Maagdenburg. Het bisdom werd in 1598 geseculariseerd en de bezittingen werden onderdeel van de mark Brandenburg.
Het bisdom werd in 948 gesticht door keizer Otto II en het maakte deel uit van de kerkprovincie Mainz. Toen in 968 het aartsbisdom Maagdenburg werd gesticht, ging het bisdom Havelberg deel uitmaken van de kerkprovincie Maagdenburg.
In 983 werd de stad verwoest bij de Slavenopstand en het bisdom functioneerde niet langer. Pas in 1149/50 werd het bisdom hersticht. Het lukte de bisschoppen niet landsheer te worden, ondanks de vele bezittingen: Plattenburg, Putlitz, Wilsnack, Wittstock. Het markgraafschap Brandenburg oefende de voogdij uit en heeft het sticht altijd als deel van Brandenburg beschouwd. In 1271 werd de residentie naar Wittstock verplaatst.
In de vijftiende eeuw verloor de bisschop zijn rijksvrije status en werd met zijn wereldlijke bezittingen onderdaan van het markgraafschap Brandenburg. Het bisdom bleef tot de dood van de krachtige bisschop Busso II in 1548 functioneren. Daarna drong keurvorst Joachim II van Brandenburg zijn zoon Frederik en in 1553 zijn kleinzoon Joachim Frederik op. In 1598 werd het bisdom geseculariseerd en werden de bezittingen van het bisdom bij de keurvorstelijke domeinen gevoegd. Het inmiddels evangelische domkapittel bleef tot 1819 bestaan.

## Regenten
- 948- 981: Dudo
- bisschoppen in ballingschap

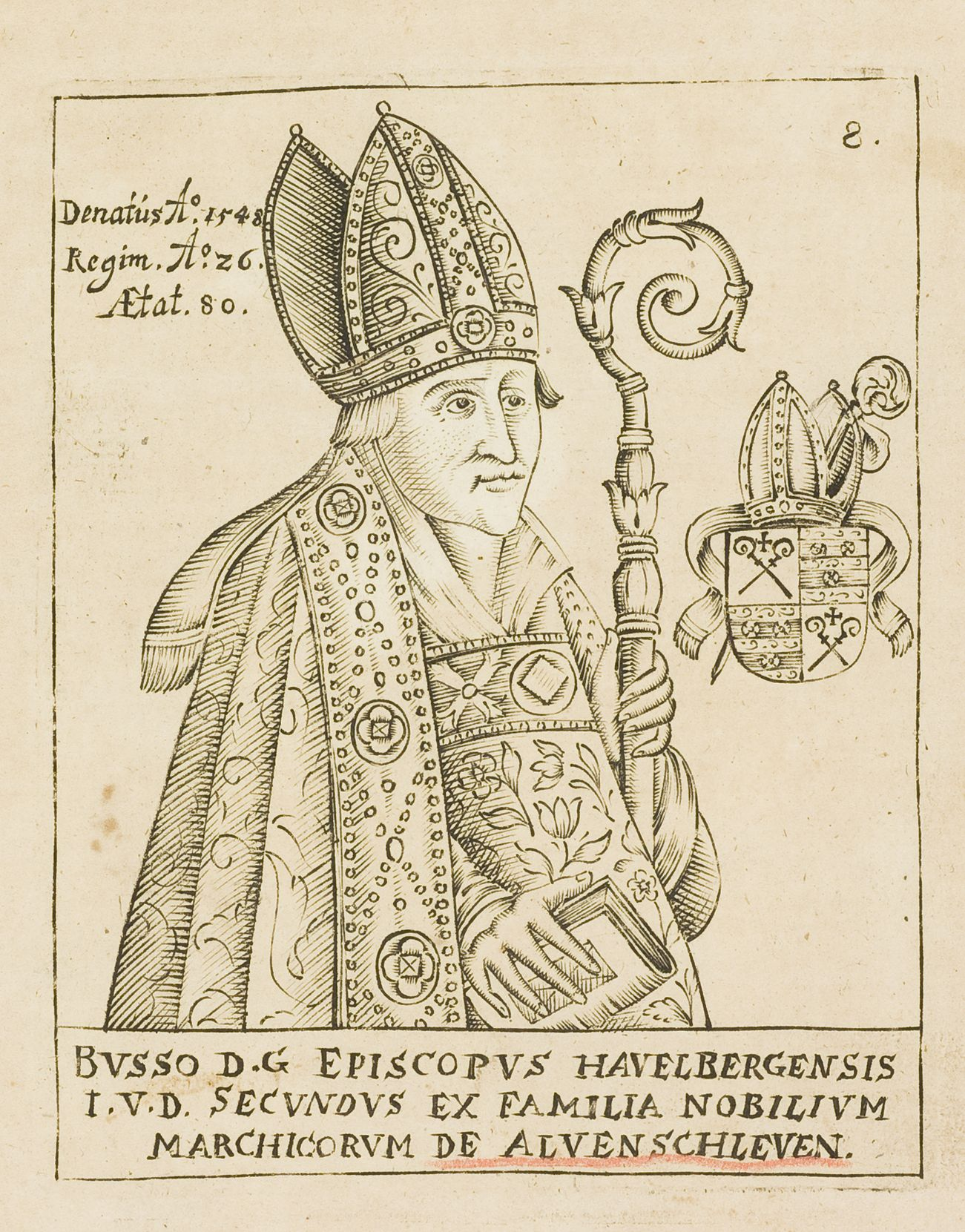
Busso II van Alvensleben (regent 1522-1548)

- 1129-1155: Anselm (1155-1158: aartsbisschop van Ravenna)
- 1155-1177/8: Walo
- 1177/8-1191: Hubert
- 1191-1206: Helmbert
- 1206/7-1219/20: Sigebodo
- 1220-1244: Willem
- 1244/5-1271/2: Hendrik van Kerkow
- 1271/2-1290: Hendrik II van Sternberg
- 1290-1291: Herman van Ballenstedt, markgraaf van Brandenburg
- 1291-1304: Johannes II
- 1304-1312: Arnold (van Plötz?)
- 1312-1312: Johannes Felix
- 1312-1319: Reiner van Dequede
- 1319-1324: Hendrik III
- 1324/5-1341/2: Diederik I Kothe
- 1341/2-1348: Burchard van Bardeleben
- 1348/9-1369: Burchard, graaf van Lindow
- 1370-1385: Diederik van Man
- 1385-1401: Johan Wöpelitz
- 1401-1427: Otto van Rohr
- 1427-1427: (Frederik Krüger)
- 1427-1427: (Johan van Beust)
- 1427-1460: Koenraad van Lintorff
- 1460-1487: Wedigo Gans zu Putlitz
- 1487-1493: Busso I van Alvensleben
- 1493/4-1501: Otto van Königsmarck
- 1501-1520: Johannes van Schlabrendorff
- 1521-1522: Hieronymus Schultz (1507-1520: bisschop van Brandenburg)
- 1522-1548: Busso II van Alvensleben
- 1548-1552: vacant (Frederik II van Brandenburg)
- 1553-1598: Joachim Frederik van Brandenburg